# Drayton Parslow
Drayton Parslow est une paroisse civile et un village du Buckinghamshire, en Angleterre.